# Distretto di Hlyboka
Il distretto di Hlyboka (in ucraino Глибоцький район?; romeno: Raionul Adâncata) era un distretto (rajon) dell'Ucraina, situato nell'oblast' di Černivci. Il suo capoluogo era Hlyboka. È stato soppresso con la riforma amministrativa del 2020.